# ماي ستيفنز
ماي ستيفنز (بالإنجليزية: May Stevens)‏ هي كاتِبة ورسامة أمريكية، ولدت في 9 يونيو 1924 في بوسطن في الولايات المتحدة.